# Carriça-da-nova-zelândia
A carriça-da-nova-zelândia, carriça-neozelandesa-verde ou carricita-verdosa (Acanthisitta chloris) é um pequeno pássaro insetívoro endémico da Nova Zelândia. Pertence à família Acanthisittidae, da qual é uma das duas únicas espécies sobreviventes.